# Ẩm thực Singapore

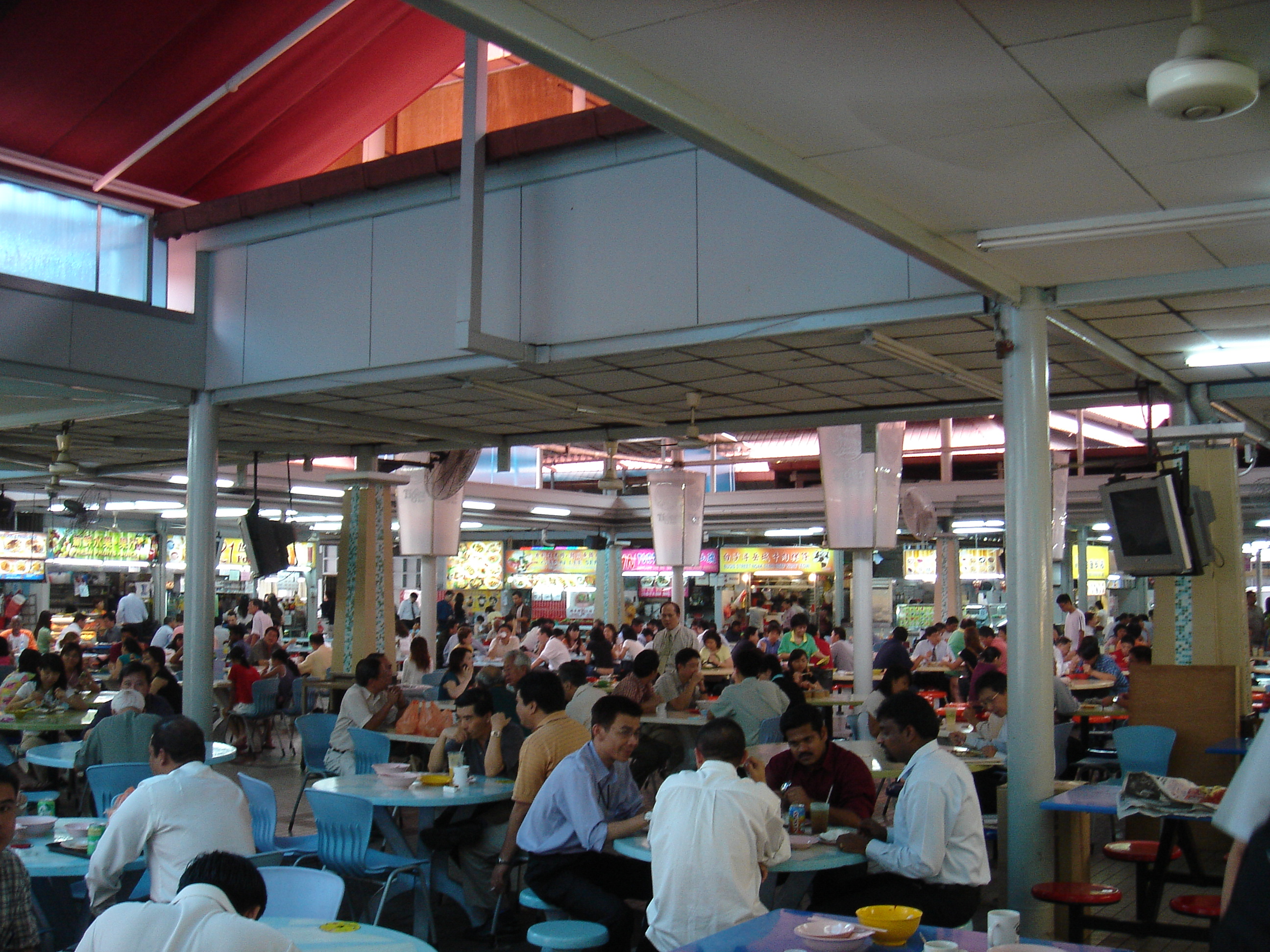
Một trung tâm hàng ăn ở Lavender, Singapore

Ẩm thực Singapore là biểu hiện của sự đa dạng sắc tộc của nền văn hóa của Singapore có nguồn gốc từ Malaysia, là một sản phẩm của thế kỷ của sự tương tác văn hóa do vị trí chiến lược của Singapore. Thực phẩm bị ảnh hưởng bởi các truyền thống ẩm thực Malay bản địa,, người Trung Quốc chiếm ưu thế, người Indonesia, người Ấn Độ, người Peranakan, phương Tây (đặc biệt là tiếng Anh và Á-Âu chịu ảnh hưởng của Bồ Đào Nha, được gọi là Kristang) kể từ khi người Anh thành lập Singapore trong thế kỷ mười chín. Ảnh hưởng từ các khu vực khác như Sri Lanka, Thái Lan, và Trung Đông tồn tại trong văn hóa ẩm thực địa phương. Ví dụ trong các khu ăn uống ngoài trời Singapore, đầu bếp Trung Quốc chịu ảnh hưởng của nền văn hóa Ấn Độ có thể thử nghiệm với các loại gia vị và nguyên liệu như me, nghệ, và bơ sữa trâu, trong khi một đầu bếp người Ấn Độ có thể phục vụ một món mì xào. Với một loạt các ảnh hưởng từ các quốc gia khác nhau, đủ để lưu ý rằng hiện tượng toàn cầu hóa cũng có ảnh hưởng đến ẩm thực tại Singapore.
Hiện tượng toàn cầu hóa về ẩm thực của Singapore đã chứng minh là một điểm thu hút văn hóa quan trọng. Phần lớn thực phẩm chế biến nhất được người ta ăn bên ngoài nhà ở của mình ở trung tâm ăn uống ngoài trời hoặc trong các khu ăn uống trong các tòa nhà, ví dụ trong đó bao gồm các trung tâm ẩm thực Lau Pa Sat và Newton Food Centre, nhiều hơn là tại các nhà hàng. Điều này là do các khu ăn uống ngoài trời của Singapore bao phục vụ một loạt lớn các món ăn, thực phẩm khác nhau, từ Malay, Thái, Ấn Độ, phương Tây, Hàn Quốc, Nhật Bản và Việt Nam. Các trung tâm ăn uống ngoài trời rất dồi dào và giá cả vừa phải.
Tại Singapore, thực phẩm được xem là rất quan trọng đối với bản sắc dân tộc và thống nhất một chủ đề văn hóa. Thực phẩm là một chủ đề thường xuyên của cuộc trò chuyện giữa người Singapore. Chế độ ăn uống nghiêm khắc tôn giáo vẫn tồn tại; người Hồi giáo không ăn thịt lợn và người theo Ấn giáo không ăn thịt bò, và đó cũng có một nhóm lớn của người ăn chay. Người dân từ các cộng đồng khác nhau thường ăn cùng nhau, trong khi có văn hóa ẩm thực khác nhau thì họ lại chọn các món để tất cả mọi người có thể ăn chung. Ngoài ra còn có một số nhà hàng ḥalal phục vụ sở thích ăn uống Hồi giáo.
Cùng với các điểm mua sắm lớn, ẩm thực Singapore đã được Hội đồng Du lịch Singapore xem là một đặc điểm thu hút khách du lịch cho Singapore. Chính phủ tổ chức Lễ hội Ẩm thực Singapore vào tháng Bảy để kỷ niệm ẩm thực của Singapore. Tính đa dạng văn hóa của thực phẩm địa phương, việc có nhiều các món ăn theo phong cách quốc tế, và mức giá phù hợp cho mọi túi tiền, thời gian phục vụ suốt ngày đã góp phần giúp tạo ra một "thiên đường thực phẩm". Ngoài ra, các cơ quan đại diện của Singapore ở nước ngoài tổ chức các ngày Singapore như là một nền tảng cho người Singapore ở nước ngoài để đến với nhau.
Do Singapore là một đất nước nhỏ bé với một mật độ dân số cao, đất đai là một tài nguyên quý hiếm dành cho mục đích công nghiệp và nhà ở. Hầu hết các thành phần sản, thực phẩm được nhập khẩu, mặc dù có một nhóm nhỏ của nông dân địa phương đã sản xuất một số loại rau lá xanh, trái cây, thịt gia cầm và cá. Vị trí địa lý của Singapore kết nối nó với đường hàng không và vận tải biển lớn và do đó cho phép đảo quốc này nhập khẩu một loạt các thành phần thực phẩm từ khắp nơi trên thế giới, bao gồm các mặt hàng hải sản đắt tiền như cá hồi từ Na Uy.